# Halowe Mistrzostwa Świata w Lekkoatletyce 2025 – sztafeta 4 × 400 m mężczyzn
Sztafeta 4 × 400 metrów mężczyzn – jedna z konkurencji biegowych rozgrywanych podczas halowych lekkoatletycznych mistrzostw świata w Nanjing’s Cube w Nankinie.
Tytułu mistrzowskiego z 2024 nie bronili Belgowie.

## Terminarz
Źródło: worldathletics.org.
| Data     | Godzina |       |
| -------- | ------- | ----- |
| 23 marca | 21:11   | Finał |

## Rekordy
W poniższej tabeli przedstawiono (według stanu przed rozpoczęciem mistrzostw) rekord świata, rekord halowych mistrzostw świata, rekordy kontynentów oraz najlepszy wynik na listach światowych w 2025.
|                                   | Reprezentacja                                                                     | Wynik   | Miejsce         | Data                |
| --------------------------------- | --------------------------------------------------------------------------------- | ------- | --------------- | ------------------- |
| Rekord świata                     | Houston (Amere Lattin, Obi Igbokwe, Jermaine Holt, Kahmari Montgomery)            | 3:01,51 | Clemson         | 9 lutego 2019(dts)  |
| Rekord halowych mistrzostw świata | Polska · (Karol Zalewski, Rafał Omelko, Łukasz Krawczuk, Jakub Krzewina)          | 3:01,77 | Birmingham      | 4 marca 2018(dts)   |
| Rekord Afryki                     | Kenia · (Wiseman Mukhobe, Zablon Ekwam, Kelvin Sane Tauta, Boniface Mweresa)      | 3:06,71 | Glasgow         | 3 marca 2024(dts)   |
| Rekord Ameryki Południowej        | Brazylia · (Claudinei da Silva, Osmar dos Santos, Flávio Godoy, Geraldo Maranhão) | 3:10,50 | Paryż           | 8 marca 1997(dts)   |
| Rekord Ameryki Północnej          | Stany Zjednoczone · (Ilolo Izu, Robert Grant, Devin Dixon, Mylik Kerley)          | 3:01,39 | College Station | 10 marca 2018(dts)  |
| Rekord Australii i Oceanii        | Australia · (Rohan Robinson, Steve Perry, Paul Greene, Mark Garner)               | 3:08,49 | Sewilla         | 10 marca 1991(dts)  |
| Rekord Azji                       | Japonia · (Masayoshi Kan, Shunji Karube, Jun Osakada, Kazuhiro Takahashi)         | 3:05,90 | Maebashi        | 6 marca 1999(dts)   |
| Rekord Europy                     | Polska · (Karol Zalewski, Rafał Omelko, Łukasz Krawczuk, Jakub Krzewina)          | 3:01,77 | Birmingham      | 4 marca 2018(dts)   |
| Listy światowe                    | Texas A&M ( Auhmad Robinson, Hossam Hatib, Antonie Nortje, Cutler Zamzow)         | 3:02,21 | Clemson         | 15 lutego 2025(dts) |

## Wyniki

### Finał
Źródło: worldathletics.org.
| Pozycja | Tor | Reprezentacja     | Zawodnicy                                                                   | Czas    | Uwagi |
| ------- | --- | ----------------- | --------------------------------------------------------------------------- | ------- | ----- |
| 01 !    | 6   | Stany Zjednoczone | Elija Godwin, Brian Faust, Jacory Patterson, Christopher Bailey             | 3:03,13 | SB    |
| 02 !    | 5   | Jamajka           | Rusheen McDonald, Jasauna Dennis, Kimar Farquharson, Demar Francis          | 3:05,05 | SB    |
| 03 !    | 4   | Węgry             | Patrik Simon Enyingi, Zoltán Wahl, Árpád Kovács, Attila Molnár              | 3:06,03 | NR    |
| 4.      | 3   | Chiny             | Zheng Chiyu, Zhang Qining, Xu Xinlong, Ju Tianqi                            | 3:06,90 | NR    |
| 5.      | 2   | Sri Lanka         | Kalinga Kumarage, H.D.R Madushan, J.O. Shashintha Silva, S.M.S.V Rajakaruna | 3:10,58 | NR    |